# یوهی ساتو
یوهی ساتو (ژاپنی: 佐藤 洋平؛ زادهٔ ۲۲ نوامبر ۱۹۷۱) یک بازیکن فوتبال اهل ژاپن است.
از باشگاه‌هایی که در آن بازی کرده‌است می‌توان به باشگاه فوتبال کاشیما آنتلرز، باشگاه فوتبال هوکایدو کونسادول ساپورو و باشگاه فوتبال جوبیلو ایواتا اشاره کرد.